# Bernisse Molen
De Bernisse Molen is een voormalige korenmolen in de plaats Geervliet, in de Nederlandse gemeente Nissewaard. 
De Bernisse Molen is gebouwd op een voormalige verdedigingstoren, waarvan de schietgaten nog zichtbaar zijn. De stadsmuur is, met uitzondering van de toren waarop de Bernisse Molen is gebouwd, volledig verdwenen.
De molen draait zeer regelmatig. De molen is te bezichtigen op Nationale Molendag, de VPR- Molendag en op Open Monumentendag. Er kan ook een afspraak gemaakt worden via de website. 
Hoewel de twee koppels maalstenen in de molen aanwezig zijn, is de molen niet maalvaardig.

## Geschiedenis
In 1383 werd op deze plek voor het eerst een molen gebouwd op de stadsmuur. De huidige stenen molen dateert van 1851 en was tot 1947 in bedrijf. In 1949 en in 1984 is de Bernisse molen gerestaureerd. 
Tussen 1964 en 2017 was er onder in de molen een restaurant gevestigd. De eigenaren trokken een groot deel van de molen bij het restaurant. 
Op 31 december 2019 werd de molen verkocht aan een echtpaar dat onder in de molen is gaan wonen.

## Trivia
De dineerscene tussen Huub Stapel en Monique van der Ven uit de film Amsterdamned is opgenomen in deze molen.